# Eiji Gō

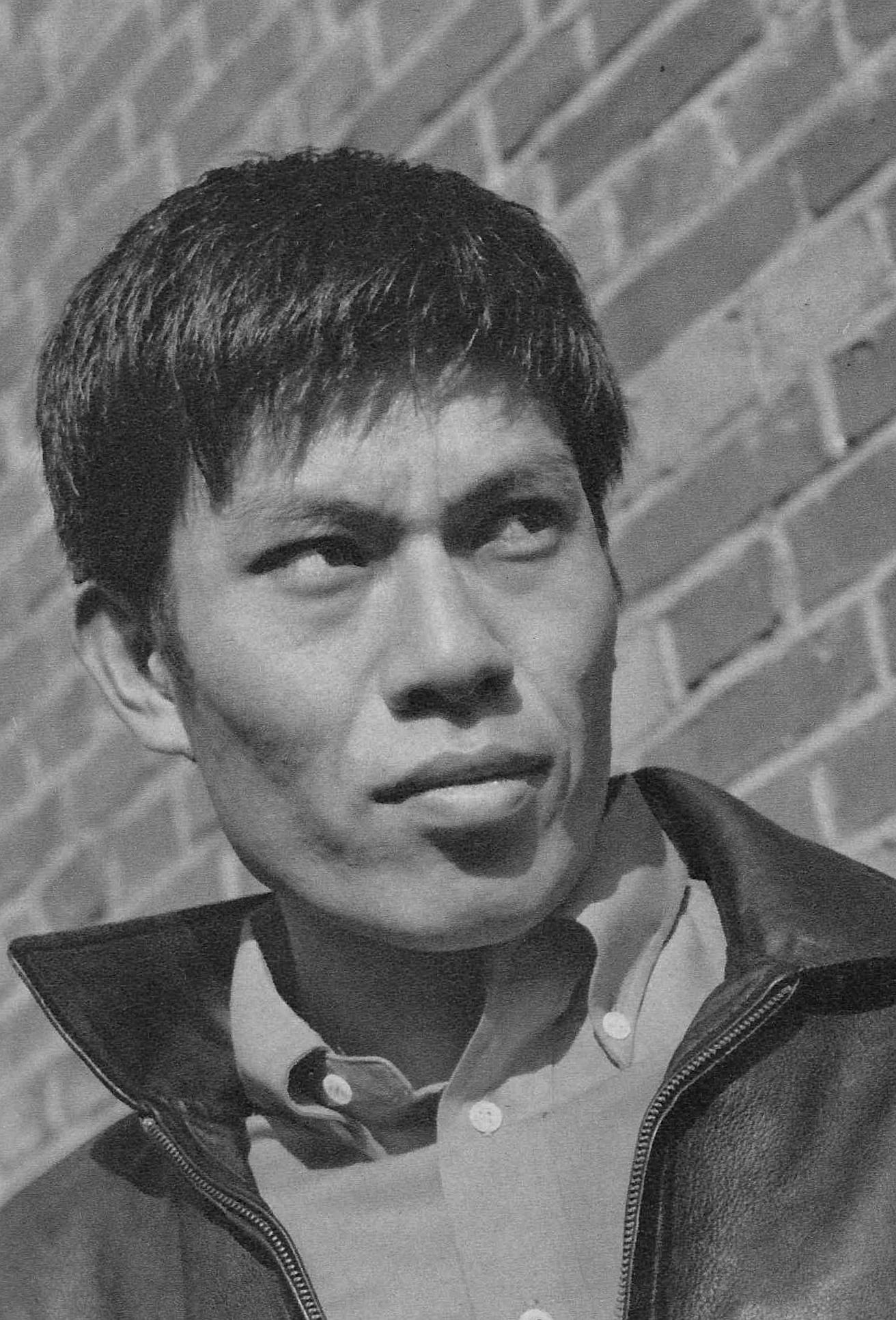
Eiji Gō, 1962

Eiji Gō (jap. 郷 鍈治, Gō Eiji, bürgerlich: Eiji Segawa (瀬川 鍈治); * 29. Mai 1937 in Osaka, Präfektur Osaka als Eiji Shishido (宍戸 鍈治); † 11. September 1992 in Tokio) war ein japanischer Schauspieler.
Er ist der jüngere Bruder des Schauspielers Jō „Joe“ Shishido.
1960 hatte er sein Debüt mit Kyōnetsu no Kisetsu (狂熱の季節).
Spielte er anfangs noch in Filmen des Studios Nikkatsu mit bekam er ab den 1970er Jahren immer mehr Angebote der Filmstudios Tōei und Tōhō.
Er wurde meist als Bösewicht oder Krimineller besetzt. 1978 heiratete er die Sängerin Naomi Chiaki (bürgerlich: Mieko Segawa). Eiji Gō starb 1992 im Alter von 55 Jahren an Lungenkrebs.

## Filmografie (Auswahl)
- 1960: The Warped Ones (Kyonetsu no Kisetsu/狂熱の季節)
- 1966: Tokyo Drifter – Der Mann aus Tokio (東京流れ者, Tokyo Nagaremono)
- 1971: Stray Cat Rock: Crazy Rider '71 (野良猫ロック　暴走集団'７１, Nora-neko rokku: Bōsō shudan '71)
- 1973: Kamen Rider V3 (仮面ライダーV3) (Episodenrolle in Ep. 31 – 35)
- 1974: Der Tiger von Osaka (0課の女 赤い手錠, Zero-ka no Onna: Akai Wappa)
- 1974: The Yakuza
- 1975: G'Men 75 (TV-Serie/Episodenrolle)
- 1975: Graveyard of Honor (仁義の墓場, Jingi no Hakaba)
- 1975: Panik im Tokio-Express (新幹線大爆破, Shinkansen Daibakuha)
- 1977: Karate Bull Fighter (Kyokuskin kenka karate burai ken)